# Ian Desmond
Ian Morgan Desmond (Sarasota, 20 settembre 1985) è un giocatore di baseball statunitense, esterno per i Colorado Rockies della Major League Baseball.

## Carriera

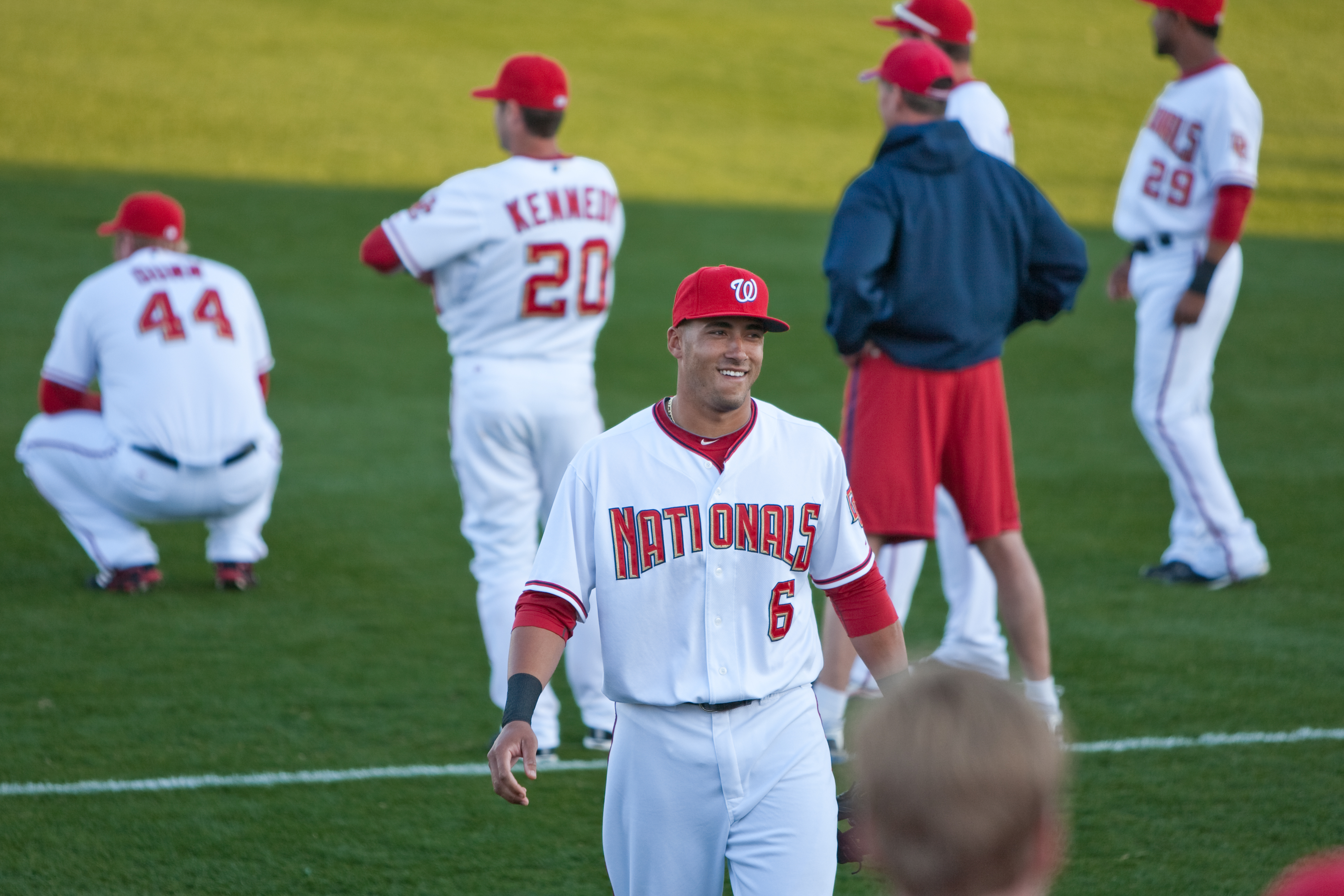
Desmond con i Nationals nel 2010

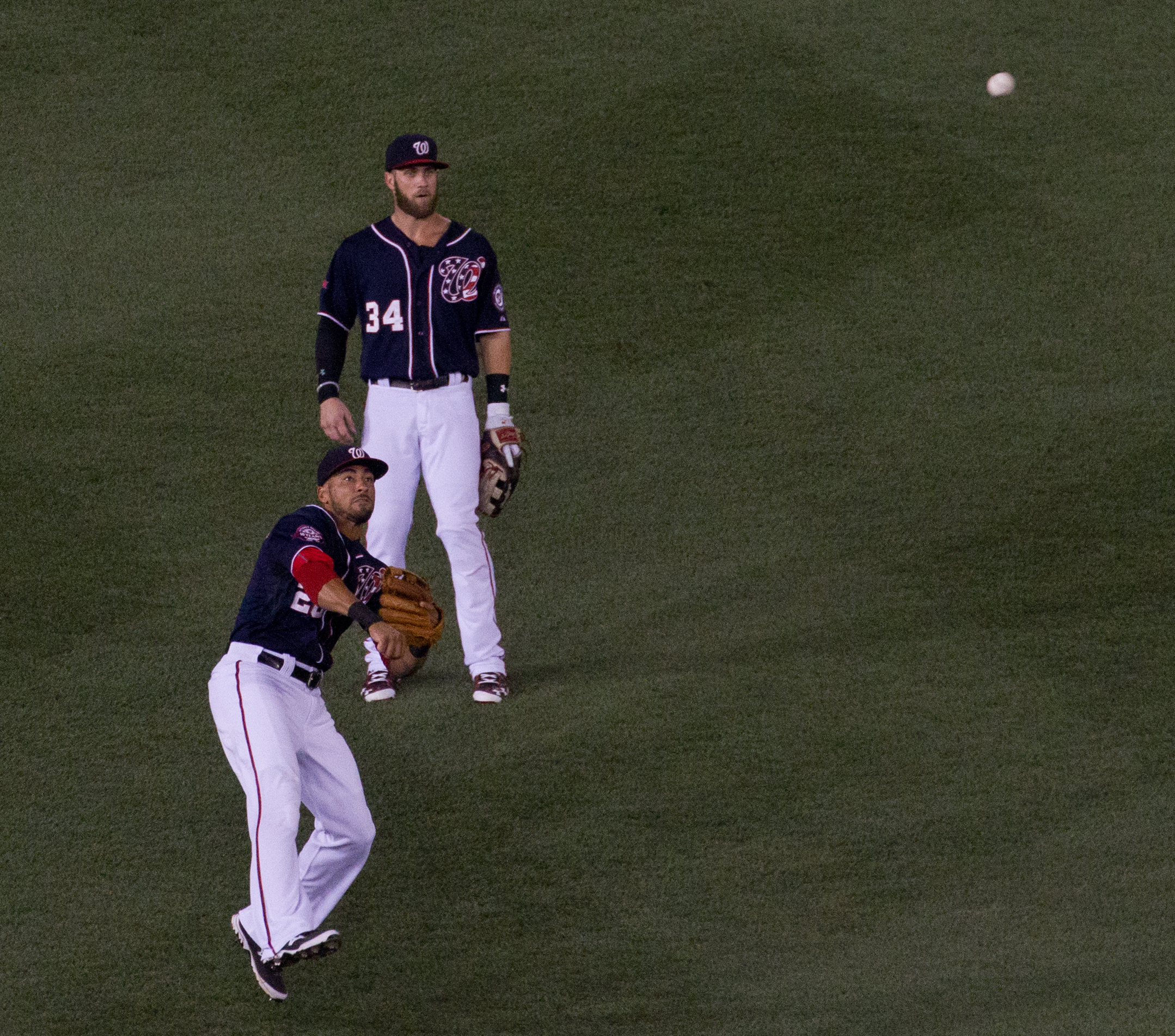
Desmond nel 2015 mentre effettua una presa al volo, dietro di lui Bryce Harper.

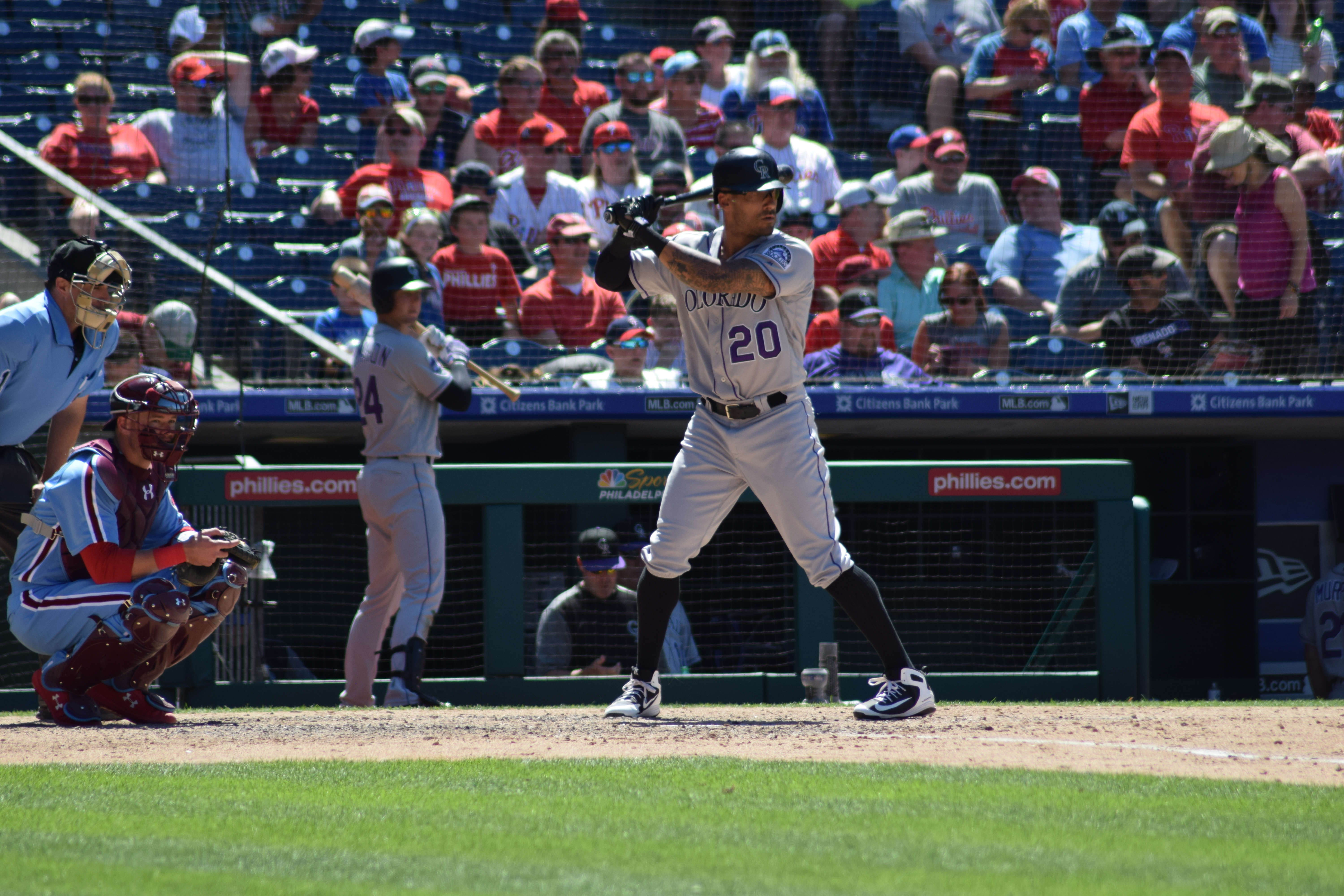
Desmond con i Rockies nel 2018

### Inizi e Minor League (MiLB)
Nato e cresciuto a Sarasota in Florida, Desmond frequentò la Sarasota High School e da lì venne selezionato nel 3º turno, come 84ª scelta assoluta del draft MLB 2004, dai Montreal Expos. Nello stesso anno, giocò nella classe Rookie e partecipò ad alcune partite nella classe A-breve. Nel 2005 iniziò la stagione nella classe A e nel corso della stagione venne promosso nella classe A-avanzata. Nel 2006 trascorse gran parte della stagione nella classe A-avanzata e più avanti venne promosso nella Doppia-A. Nel 2007, tuttavia, venne schierato unicamente nella classe A-avanzata. Nel 2008 tornò nella Doppia-A, questa volta a tempo pieno (giocò anche una manciata di partite nella classe Rookie). Iniziò la stagione 2009 nella Doppia-A e nel mese di giugno venne promosso nella Tripla-A.

### Major League (MLB)
Desmond debuttò nella MLB il 10 settembre 2009, al Nationals Park di Washington contro i Philadelphia Phillies. Schierato come interbase titolare, partecipò a quattro turni di battuta colpendo la sua prima valida, un doppio, nel suo secondo turno (ottenne anche il primo RBI) e il suo primo fuoricampo, un home run da tre punti, nel terzo turno. Concluse la stagione con 21 partite disputate nella MLB e 97 nella minor league, di cui 42 nella Doppia-A e 55 nella Tripla-A.
Dopo una prestazione solida durante gli allenamenti primaverili 2010, Desmond divenne l'interbase titolare della squadra. Giocò la sua prima stagione completa nella MLB, disputando 154 partite.
Nel 2012 venne convocato per il suo primo All-Star Game, a cui tuttavia non poté partecipare a causa di un infortunio rimediato il 7 luglio, prima dell'evento. Conclusa la stagione regolare, Desmond partecipò al suo primo post-stagione, giocando in 5 partite e 19 turni di battuta durante l'AL Division Series, realizzò 2 punti e 7 valide. Al termine della stagione venne premiato con il Silver Slugger Award, che gli venne assegnato anche nelle due stagione successive.
Al termine della stagione 2015, divenne free agent. Dopo aver rifiutato un'offerta dei Nationals di 15m8 milioni di dollari, Desmond rimase free agent fino al 29 febbraio 2016, quando gli venne offerto un contratto annuale del valore di 8 milioni dai Texas Rangers, che egli sottoscrisse.
Nel 2016, venne schierato come esterno, soprattutto centrale. A luglio fu convocato per la seconda volta per l'All-Star Game, partecipando all'evento per la prima volta. Divenne free agent alla fine della stagione.
Il 13 dicembre 2016, Desmond firmò un contratto quinquennale dal valore complessivo di 70 milioni di dollari con i Colorado Rockies. Il 13 marzo 2017, durante gli allenamenti primaverili, Desmond venne colpito alla mano sinistra da un lancio, subendo la frattura del metacarpo che richiese un'operazione chirurgica. Tornò in campo il 30 aprile. Durante la stagione 2017 venne schierato come esterno sinistro e prima base.
Nel 2018, giocò quasi esclusivamente nel ruolo di prima base.
Nel 2019 tornò al ruolo di esterno. A seguito della pandemia di COVID-19, Desmond ha deciso di rinunciare alla stagione MLB 2020.
Il 21 febbraio 2021, Desmond annunciò nuovamente di rinunciare (come dichiarato dal giocare "almeno temporaneamente") alla stagione, questa volta per motivi personali, affermando di continuare comunque ad allenarsi.

## Palmares
- MLB All-Star: 2

2012, 2016
- Silver Slugger Award: 3

2014, 2015, 2016